# Рейнбоу
„Рейнбоу“ (на английски: Rainbow) е британска рок супергрупа, създадена в Лондон и Лос Анджелис през 1975 г. от китариста Ричи Блекмор. По същото време Дио свири с рок групата „Елф“ и имат издадени два албума. Блекмор кани Рони Джеймс Дио и заедно записват едноименния им дебютен албум. Ричи Блекмор уволнява поддържащите членове и продължава с Рони Джеймс Дио. „Рейнбоу“ записват още два студийни албума с Дио - Rising (1976) и Long Live Rock 'n' Roll (1978) - преди той да напусне групата, за да се присъедини към „Блек Сабат“ през 1979 г.
Ранните произведения на „Рейнбоу“ включват предимно мистични текстове в стил неокласически метъл, но след напускането на Рони Джеймс Дио, те променят звученето си и то преминава в по-поп-рок ориентирана посока. Трима британски музиканти се присъединяват към групата през 1979 г. — певецът Греъм Бонит, пианистът Дон Еъри и тогавашният басист на „Дийп Пърпъл“ Роджър Глоувър, а с този състав започва техния търговски пробив със сингъла Since You Been Gone от четвъртия им студиен албум Down To Earth. Групата продължава успеха си в началото на 1980-те години със следващите си три албума Difficult to Cure (1981), Straight Between the Eyes (1982) и Bent Out of Shape (1983). След като се разпадат през 1984 г., Ричи Блекмор реформира „Рейнбоу“ през 1993 г. с нов състав, който записва осмия и последен студиен албум до момента Stranger in Us All (1995). Промяната в посоката на Блекмор, от рок към ренесансова и средновековна музика, довежда до второто разпадане на „Рейнбоу“ през 1997 г. Той възражда групата още веднъж през 2015 г. и тя е все още активна за концертни изпълнения.
През годините „Рейнбоу“ преминават през много промени в състава си, като всеки студиен албум е записан с различен състав, въпреки това единственият постоянен член на групата е Ричи Блекмор. Певците Джо Лин Търнър и Дуги Уайт следват съдбата на Греъм Бонит, а останалите многобройни музиканти непрекъснато започват и напускат групата. В допълнение към Блекмор, настоящият състав на „Рейнбоу“ включва Рони Ромеро на вокалите, Йенс Йохансон на клавишните, Боб Нуво на баса и Дейвид Кийт на барабаните. 
„Рейнбоу“ са класирани под номер 90 в 100-те най-велики изпълнители на хардрока от музикалната телевизия „Ви Ейч Уан“. Групата е продала над 28 милиона записи по целия свят.

## Първият период 1975 – 1984

### С Рони Джеймс Дио
Групата е създадена през 1975 от напусналия „Дийп Пърпъл" Ричи Блекмор, заедно с вокалиста Рони Джеймс Дио, басиста Крейг Грубър, барабаниста Гари Дрискол и Мики Лий Соул на клавишите. Всички освен Блекмор са от последния състав на група Елф, като Блекмор заменя китариста и сменя името на групата. Блекмор кръщава групата с името „дъга“, заимствано от „Rainbow Bar&Grill“ – свърталището на рокендрола в Лос Анджелис. Дебютният албум на групата Ritchie Blackmore's Rainbow („Дъгата на Ричи Блекмор“) излиза през 1975 г. и включва хита „Man on the Silver Mountain“ („Човекът от Сребърната планина“). Първият голям успех идва през 1976 г. с Rising („Издигане“). Албумът се продава добре в продължение на години. Той дори е приеман за един от най-добрите албуми в хардрока на 1970-те. Последният албум с Дио е Long Live Rock'n'Roll („Да живее рокендрола“), издаден през 1978 г. Той води със себе си и големия комерсиален успех. През 1979 г. Дио напуска групата в посока Блек Сабат.

### С Греъм Бонит
Мястото на вокалиста е заето от Греъм Бонит, който записва четвъртия албум на „Рейнбоу" от 1979 г. – Down To Earth.

### С Джо Лин Търнър
За следващия албум е поканен вокалистът Джо Лин Търнър. С него групата издава Difficult to Cure („Трудно за лекуване“). Следва Straight Between the Eyes („Право между очите“). Скоро идва и последният албум Bent Out of Shape („Отклонение от формите“), в който голяма част от състава на „Рейнбоу" е вече променен. Във всеки от албумите с Търнър има по един сингъл, който достига Топ 10 на Великобритания или САЩ. Блекмор решава да се върне в „Дийп Пърпъл" през 1984 г. и „Рейнбоу" престава да съществува до 1994 г.

## Вторият период 1994 – 1997
През 1994 г. е второто събиране на групата в състав: Ричи Блекмор – китара, Дуги Уайт – вокали, Джон О'Райли – ударни, Грег Смит – бас китара, Пол Морис – клавишни и Кендис Найт – задни вокали.
През септември 1995 е издаден последният албум Stranger in Us All („Странникът във всички нас“). През октомври 1995 г. започва световно турне на „Рейнбоу", включващо концерти в Съединени американски щати, Япония и Европа. На това турне титулярният барабанист Джон О'Райли счупва ребро и е заместен от Чък Бърги (свирил с групата известно време в първия период на „Рейнбоу"). В началото на 1997 г. групата се разпада и Блекмор създава нова формация Блекморс Найт заедно със своята втора съпруга.

## Третият период 2015–
През 2015 г. Ричи Блекмор в интервю във френския вестник Паризиан първи съобщава за своето желание да посвири рок и песни на „Дийп Пърпъл" и „Рейнбоу" през юни 2016 г. В това интервю Блекмор споменава, че ще се ограничи до 3 – 4 концерта . Два концерта са били потвърдени в Германия под названието „Ritchie Blackmore’s Rainbow and friends“ с продължение с още един концерт в Бирмингам. На 6 ноември 2015 г. е обявен съставът на групата, в която членове ще бъдат вокалистът на испанската метъл група Лордс ъф Блак чилиецът Рони Ромеро, клавиристът на финландската пауър метъл група Стратовариус шведът Йенс Юхансон, барабанистът на Блекморс Найт американецът Дейвид Кийт и английският басист Боб Нуво. На 26 май 2017 г. „Рейнбоу" издават нов сингъл, в който влизат два трека. Новата инструментална композиция Land Of Hope And Glory и презаписаната I Surrender. Това е първият студиен запис на новия състав на групата. На 9 юни 2017 г. компанията Eagle Rock Entertainment пуска концертния запис Live In Birmingham 2016, записан в Бирмингам през 2016 г. През есента на 2017 г. в сайта на Ричи Блекмор се появява анонс за четири концерта на групата през април 2018 г. в Москва, Санкт Петербург, Хелзинки и Прага . На 9 март 2018 г. „Рейнбоу" пускат нов сингъл с песента Waiting For a Sign, който ще бъде включен в новия концертно-студиен албум Memories in Rock II, който ще излезе на 8 април 2018 г.

## Членове на групата
Хронология

## Дискография

### Албуми
- Ritchie Blackmore's Rainbow (1975) #11 UK, #30 US
- Rising (1976) #11 UK, #48 US
- Long Live Rock'n'Roll (1978) #7 UK, #89 US
- Down To Earth (1979) #6 UK, #66 US
- Difficult to Cure (1981) #3 UK, #50 US
- Jealous Lover EP (1981) #147 US
- Straight Between the Eyes (1982) #5 UK, #30 US
- Bent Out of Shape (1983) #11 UK, #34 US
- Stranger in Us All (1995)

Live:
- On Stage (1977) #7 UK, #65 US
- Finyl Vinyl (1986) #31 UK, #87 US
- Live in Germany (1994)
- Live in Europe (1996)
- Live in Munich 1977 (2006)
- Rainbow Live At Cologne SportHalle (2006)
- Rainbow Live At Dusseldorf Philipshalle (2006)
- Live In Germany 1976 (30th Anniversary Edition Box) – издаден само в Япония 6CD (2006)

Greatest Hits:
- The Best of Rainbow (1981) #14 UK
- The Very Best of Rainbow (1997)
- 20th Century Masters - The Millennium Collection: The Best of Rainbow (2000)
- Classic Rainbow (2001)
- Pot of Gold (2002)
- All Night Long: An Introduction (2002)
- Catch the Rainbow: The Anthology (2003)

Singles:
- Man On The Silver Mountain (1975)
- Catch The Rainbow (1975)
- Starstruck (1976)
- Stargazer (1976)
- Kill The King (1978) #44 UK (#41 1981)
- Long Live Rock 'N' Roll (1978) #33 UK
- LA Connection (1978) #40 UK
- Gates Of Babylon (1979)
- Since You Been Gone (1979) #6 UK
- All Night Long (1980) #5 UK
- I Surrender (1981) #3 UK
- Can't Happen Here / Jealous Lover (1981) #20 UK
- Stone Cold (1982) #34 UK
- Power (1982)
- Can't Let You Go (1983) #43 UK
- Street Of Dreams (1983) #52 UK
- Hunting Humans (Insatiable) (1995)
- Ariel (1995)

## Цитати
1. ↑  „Енциклопедия АБВ на попмузиката“, 1987, автори Хайнц-Петер Хофман и Йордан Рупчев, Държавно издателство „Музика“
2. ↑  Ritchie Blackmore's Rainbow (Media notes). Rainbow. Polydor Records. 1990. 825-089-2.
3. ↑  Bloom 2007, с. 193.
4. 1 2 3 4 5 6 7  Rivadavia, Eduardo. Artist Biography by Eduardo Rivadavia //  Biography.   allmusic.com. Посетен на 2022-02-16. Biography Rainbow The brainchild of former Deep Purple guitarist Ritchie Blackmore, Rainbow quickly developed into one of the '70s most successful heavy metal bands behind charismatic frontman Ronnie James Dio. (на английски)
5. ↑  RAINBOW //   officialcharts.com. Посетен на 2022-02-16. (на английски)
6. ↑  Scott Munro, Scott. Blackmore’s touring lineup revealed //  Classic Rock.   loudersound.com, 2015-11-06. Посетен на 2022-02-16. Guitar icon’s live band announced for upcoming rock shows (на английски)
7. ↑  VH1's 100 Greatest Artists of Hard Rock //   VH1. Посетен на 2022-02-16. (на английски)
8. ↑  Rainbow: Since You Been Gone //  Popular music.   bbc.co.uk. Посетен на 2022-02-16. Rainbow was ranked 90 in VH1’s 100 Greatest Artist of All Time and sold over 28 million records world-wide. (на английски)
9. ↑  РИЧИ БЛЕКМОР потвърди завръщането си в рока – през юни 2016
10. ↑  RAINBOW – EUROPEAN TOUR DATES – APRIL 2018